# Mezoregion Vale do Mucuri

Mezoregion Vale do Mucuri

Mezoregion Vale do Mucuri – mezoregion w brazylijskim stanie Minas Gerais, skupia 23 gmin zgrupowanych w dwóch mikroregionach. 

## Mikroregiony
- Nanuque
- Teófilo Otoni